# فيليكس أغو
فيليكس أغو (بالألمانية: Felix Agu)‏ هو لاعب كرة قدم ألماني في مركزي ظهير والوسط، ولد في 27 سبتمبر 1999 في أوسنابروك في ألمانيا. شارك مع منتخب ألمانيا تحت 21 سنة لكرة القدم. أما مع النوادي، فقد لعب مع فيردر بريمن ونادي أوسنابروك.

## وصلات خارجية
- فيليكس أغو على موقع قاعدة بيانات كرة القدم.إي يو (الإنجليزية)
- فيليكس أغو على موقع Soccerway.com (الإنجليزية)
- فيليكس أغو على موقع عالم كرة القدم.نت (الإنجليزية)